# Golubac
Golubac (v srbské cyrilici Голубац) je středověká pevnost, která se nachází na pravém břehu řeky Dunaje u stejnojmenného města v severovýchodním Srbsku, na území národního parku Đerdap, v blízkosti soutěsky Železná vrata. Pevnost je považována za kulturní památku mimořádného významu (srbsky Spomenik kulture od izuzetnog značaja).

## Popis
Pevnost se nachází na místě, kde Dunaj vniká do soutěsky Železná vrata. Rozkládá se na příkré skále. Areál tvoří celkem 10 věží a dvě velké historické brány. Původní podhradí, které se v blízkosti Golubace nacházelo, se do dnešních dob nedochovalo a zůstalo zaznamenáno pouze v některých historických dokumentech. Současná obec s názvem Golubac se nachází 4 km od hradu. Nejníže položená část pevnosti byla v 70. letech 20. století zaplavena v souvislosti s výstavbou přehrady v soutěsce Železná vrata.
Pevnost tvoří tři hlavní části, které obklopuje celkem 10 věží (dochovaných 9) a 2 brány, které spojují 2–3 m tlusté zdi. V přední části pevnosti se nachází vnější zeď, za níž se nacházel příkop spojený s řekou Dunajem. Před samotnou zdí se nacházelo podhradí, které bylo zatopeno po výstavbě přehrady Železná vrata.
Pevnost zpočátku tvořilo pouze pět věží. Dalších pět bylo dobudováno při rozšiřování pevnosti. Všechny věže měly čtvercový půdorys. Zpevnění a přestavba některých věží bylo uskutečněno až po rozšíření střelného prachu, kdy bylo nezbytné vybudovat rovněž i plochy pro dělostřelectvo.
Středověká pevnost byla v držení srbského státu až do příchodu Turků. Byla častým místem bitev mezi Uherskem a Osmanskou říší. Jako jedna z několika tureckých pevností byla poté předána v roce 1867 srbskému státu. V současné době se z pevnosti dochovalo devět věží o výšce 20–25 m. Její zdi mají střední tloušťku 2,8 m a nacházejí se v různých výškách na strmé skále. V současné době je pevnost jednou z nejznámějších srbských turistických atrakcí. Hradem procházela silnice po břehu Dunaje, a je veřejnosti přístupný. V letech 2017–2019 zde proběhla rozsáhlá rekonstrukce pevnosti.

## Historie

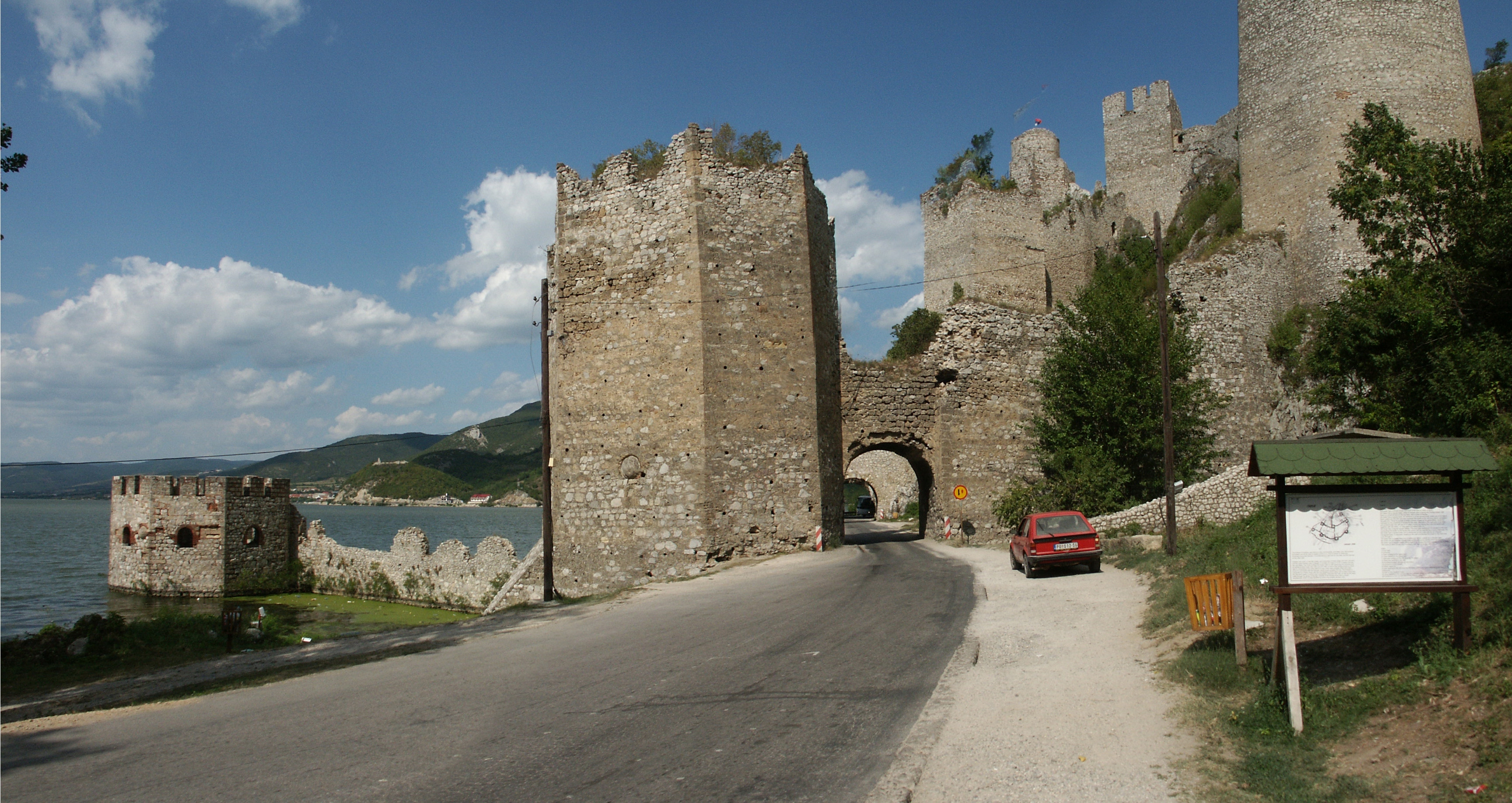
Silnice procházejí pevností

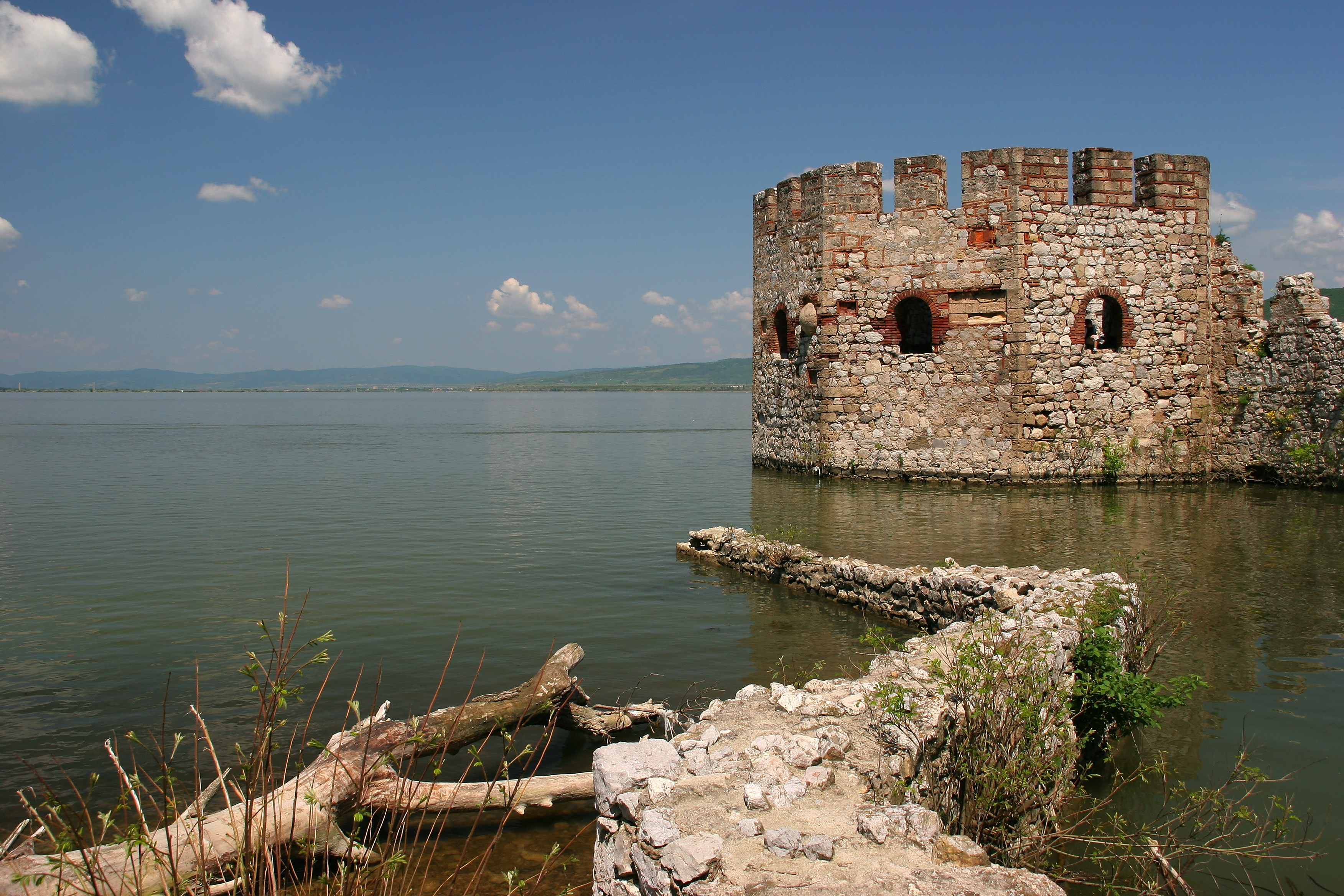
Zatopená část pevnosti

Pevnost je poprvé připomínána v historických dokumentech z let 1335, 1337 a 1342. Neexistují záznamy o tom, kdo nechal pevnost zbudovat, nicméně tzv. Horní hrad byl pravděpodobně zbudován z rozkazu některého ze srbských vladařů. Dochována byla totiž pravoslavná kaple v 4. věži pevnosti. Po vybudování nejvyšší části, tj. Horního hradu byla pevnost později rozšířena na tzv. zadní a přední hrad, a to během maďarské nebo srbské nadvlády nad pevností. Poslední fáze výstavby pevnosti se uskutečnila poté, co ji obsadili Turci. Ti zpevnili 6., 7., 8., a 9. věž a vybudovali další, 10. věž přímo na břehu řeky Dunaje. Se zbytkem pevnosti byla tato spojena prostřednictvím vysunuté hradby. Věž sloužila pro potřeby dělostřelectva a kontrolovala říční provoz na řece Dunaji, tak i nedaleký říční přístav.
Pevnost po bitvě na Kosově poli ovládl turecký sultán Bajezid I., ne však na dlouhou dobu. V roce 1403 je zaznamenána přítomnost uherské posádky v pevnosti; Maďaři následně Golubac předali srbskému despotovi Štěpánovi, který byl uherským vazalem. Po jeho smrti měl být podle dohody z roku 1426 předán zpět Uhersku. Byla však namísto toho předána Osmanské říši. Na chvíli byl součástí obnoveného Srbského despotátu, roku 1456 však připadl opět Turkům. Roku 1481 pevnost obsadilo na krátkou dobu uherské vojsko. Svojí současnou podobu získala pevnost na konci 15. století.
Pevnost obsadila také rakouská armáda v závěru války s Tureckem (1688–1690) a vzbouřenci během prvního srbského povstání.
Po první světová válce byla skrz pevnost vybudována silnice, která vede v údolí Dunaje po srbské straně. Tato silnice prochází oběma historickými branami pevnosti. Ve své době se jednalo o nejkratší spojení centrální části Srbska s východní části balkánského poloostrova.
V roce 1969 byly zahájeny konzervační práce na pevnosti a dokončeny roku 1987, vzhledem k nedostatku finančních prostředků. Pevnost byla následně ponechána zubu času. V roce 2005 byly zlikvidovány náletové dřeviny, které se nacházely v prostoru pevnosti. Většina areálu byla uzavřena z bezpečnostních důvodů, neboť cesty nebyly bezpečné pro návštěvu turistů.
V roce 2010 byla schválena obnova pevnosti do původní historické podoby. Konzervátorské práce a architektonický průzkum byly provedeny roku 2014. Stavební práce byly zahájeny roku 2016, nicméně se nepodařilo rekonstrukci dokončit. Teprve až o rok později došlo k zrychlení prací a pevnost bylo možné částečně otevřít. Golubac za rok 2017 navštívilo 61 000 lidí. Očekávalo se, že rekonstrukce bude dokončena roku 2019.